# Buque grúa

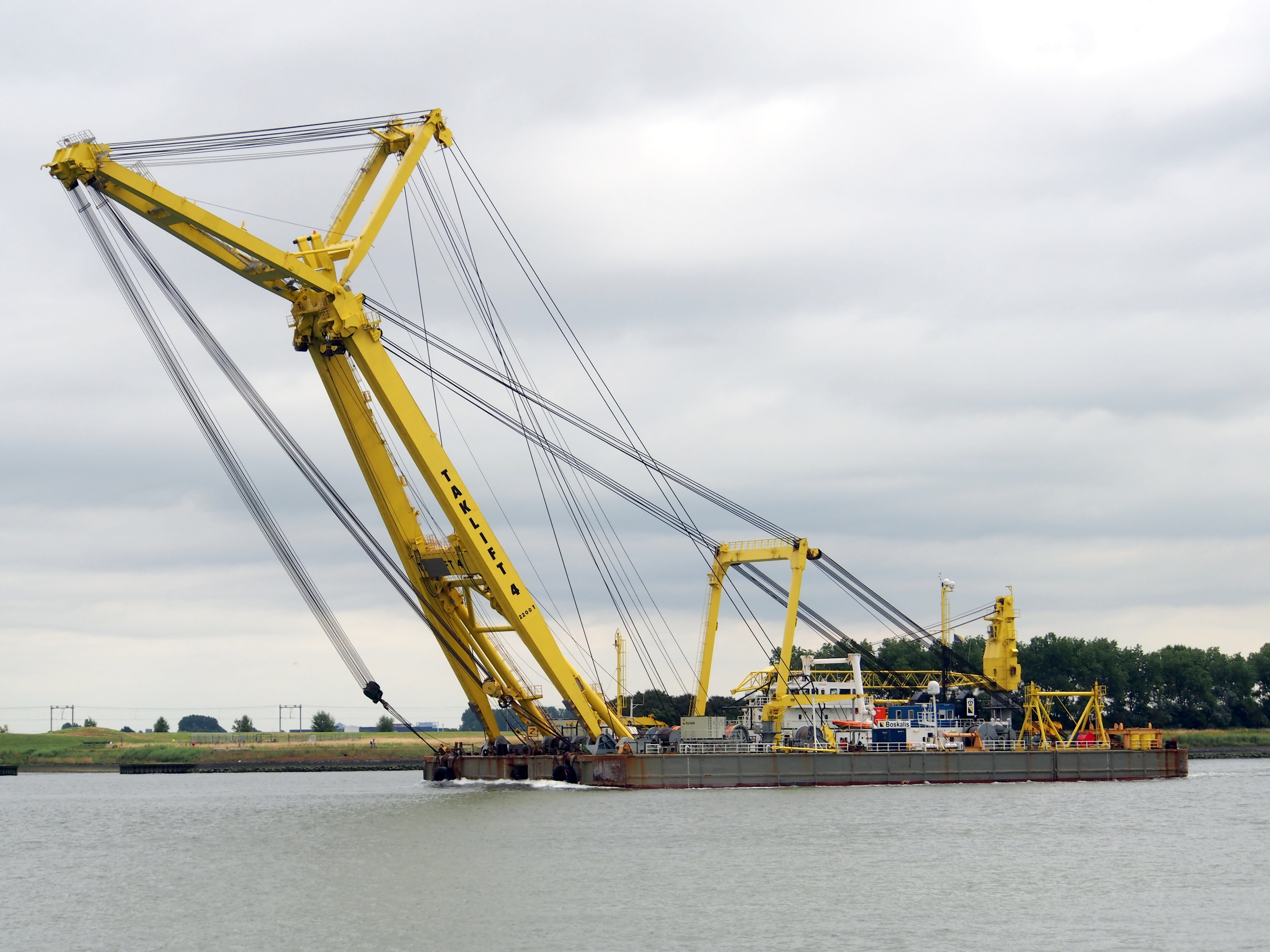
Barcaza de patas Taklift 4.

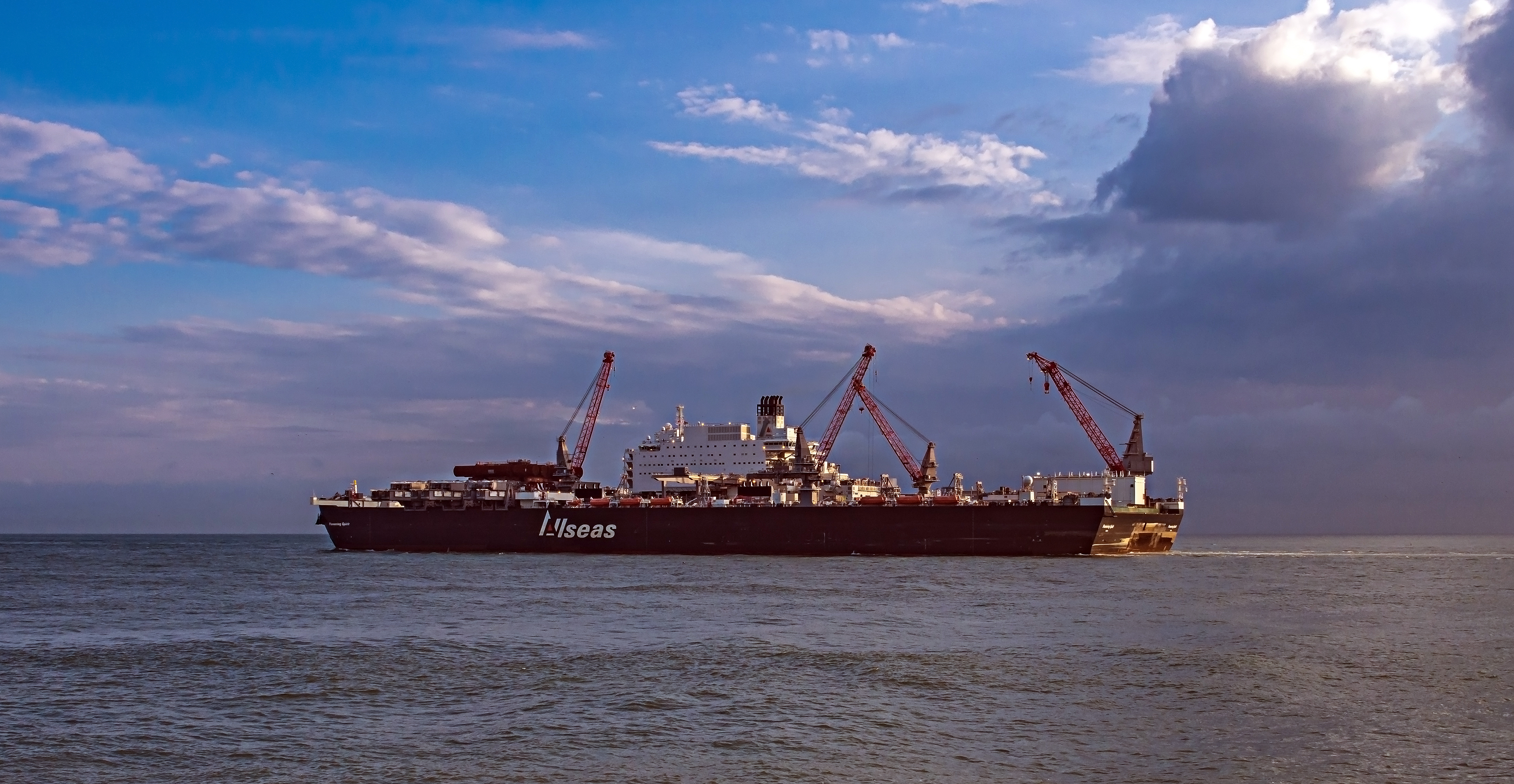
El buque grúa Pioneering Spirit es actualmente el barco más pesado del mundo.

Los Buques, Barcos grúa o grúas flotante en inglés (Crane Vessel) son buques, o plataformas flotantes con capacidad para el izado de carga o provisiones a bordo o para realizar opereciones costa afuera.
Los primeros diseños de grúas flotantes no eran más que viejos barcos convertidos al incluir una grúa en la cubierta. Más tarde, diseños de catamarán y semisumergibles fueron reemplazando estos monocascos convertidos debido principalmente para aumentar la capacidad de carga y una mejor estabilidad. 
Todas las grúas para elevar pesos deben exhibir una marca bien visible de la carga máxima de trabajo. Este valor conocido como SWL por sus iniciales en inglés (Safety Working Load) es el peso máximo para el que el fabricante, las sociedades de clasificación y por ende las compañías de seguros avalan un uso adecuado.
Las especificaciones técnicas y de índoles legal están asentadas en un libro denominado "Cargo Gear" y en él se vuelcan todas las novedades de inspecciones periódicas, reemplazo de elementos, modificaciones estructurales, etc.
Cada 4 o 5 años las grúas de un buque son probadas con cargas de prueba conforme al código de seguridad y salud en los puertos, casas clasificadoras de buques y otras convenciones de la OIT (Organización Internacional del Trabajo). Estas pruebas en la actualidad son realizadas principalmente con bolsas de agua especiales que se llenan con agua de mar, para determinar el volumen cargado se usa un dinamómetro o un contador volumétrico.

## Tipos

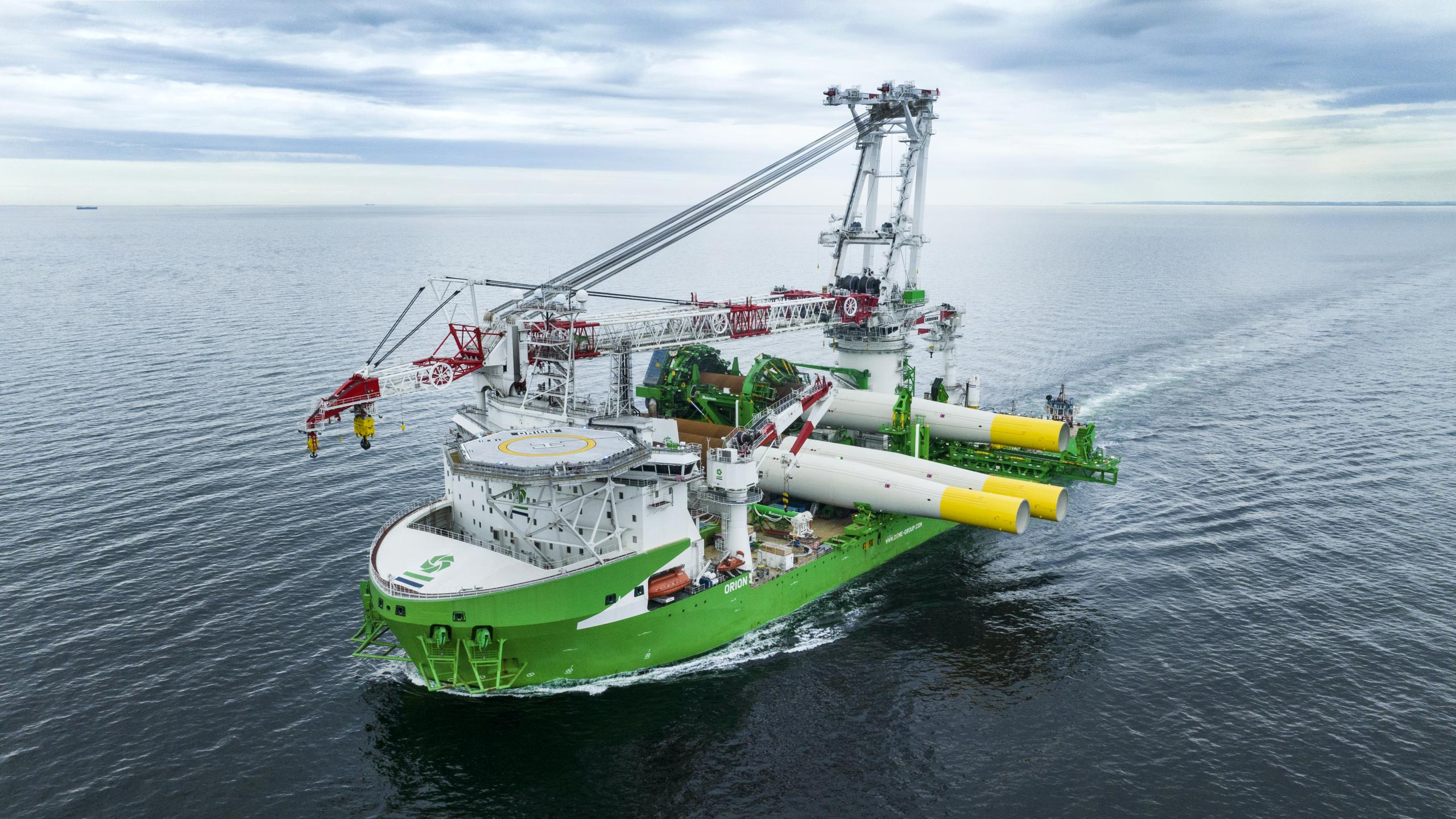
Monocasco de navegación marítima con grúa abatible y giratoria para carga pesada.

- Catamarán, Monocasco: Este tipo de embarcaciones se compone básicamente de una grúa en la cubierta, que a veces puede girar para levantar objetos
- Sheerleg: Es una grúa flotante, pero, a diferencia de los situados sobre un casco, la grúa, no es capaz de girar independientemente del buque.
- Semi-sumergible: permite que los proyectos en aguas más ásperas que se completan con menos peligro para el proyecto y el equipo.  Esto permite que la estructura se hunda esencialmente en el océano, que le da mucha más estabilidad y control que los mares se ponen más ásperos. Esto también permite que la grúa para levantar objetos pesados sin tener que subirlos tan alto en el aire.

## Usos

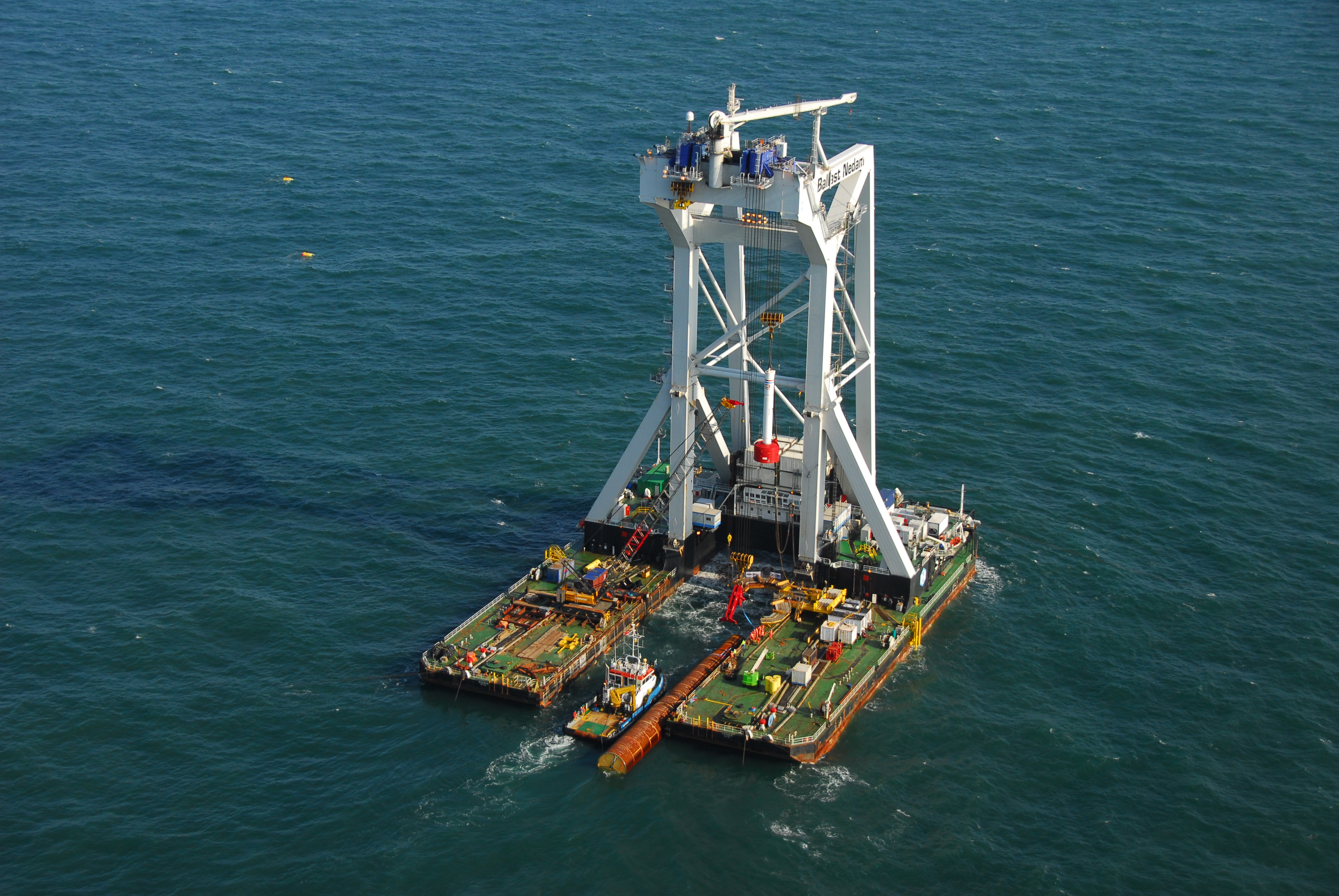
Catamarán HLV Svanen con grúa de martillo.

- En ríos
- En puertos
- En aguas costeras
- En operaciones en mar abierto
- Construcciones en alta mar
- Recuperación de barcos hundidos